# 天眼行動
是一部2015年英國政治驚悚片電影，由蓋文·胡德執導，蓋·希伯特負責編劇，海倫·米蘭、亞倫·保羅、艾倫·瑞克曼和巴克哈德·阿卜迪主演。故事主要敘述當軍方使用無人作戰飛機追擊恐怖份子的同時還必須背負著法律和容易波及到平民的倫理問題。電影於2014年底在南非地區進行攝製。
本片2015年9月11日的多倫多國際影展上首映，並由Bleecker Street定檔2016年4月1日在美國有限上映；而在英國則由Entertainment One定檔2016年4月8日上映。本片還獻給於2016年1月過世的艾倫·瑞克曼，成為他的遺作之一。

## 劇情
陆军情报上校凱瑟琳·波威準備執行攻擊任務來擊殺索馬利亞青年黨恐怖分子時，一名小女孩卻走進了攻擊範圍中，使得跨國逮捕行動更加複雜難解。

## 演員
- 海倫·米蘭飾演凱瑟琳·波威上校（Colonel Katherine Powell）[4]
- 亞倫·保羅飾演史帝夫·華茲少尉（2nd Lieutenant Steve Watts）
- 艾倫·瑞克曼飾演法蘭克·班森中將（Lieutenant General Frank Benson）
- 巴克哈德·阿卜迪飾演賈馬·法拉（Jama Farah）
- 傑瑞米·諾森飾演布萊恩·伍德艾爾（Brian Woodale）[5]
- 伊恩·格雷飾演英國外交大臣詹姆士·威利特（British Foreign Secretary James Willett）
- 菲比·福克斯（英语：Phoebe Fox）飾演嘉莉·葛森（Carrie Gershon）
- 蓋文·胡德飾演艾德·華許中校（Lt. Colonel Ed Walsh）

## 發行

### 評價
《天眼行動》獲得了正面好評。爛番茄新鮮度93%，Metacritic得分73。
《芝加哥太陽報》的專欄影評人李察·洛普除了給電影好評外，還特別稱讚了艾倫·瑞克曼的優異演出。

### 票房
在美國首映週末，僅五個大銀幕上獲得了11萬3803美元的票房，平均每個銀幕獲得的票房為2萬2761美元。

## 外部連結
- 互联网电影数据库（IMDb）上《Eye in the Sky》的资料（英文）
- 爛番茄上《Eye in the Sky》的資料（英文）
- Metacritic上《Eye in the Sky》的資料（英文）